# Osyris lanceolata
El bayón (Osyris lanceolata) es un arbusto de la familia de las santaláceas.

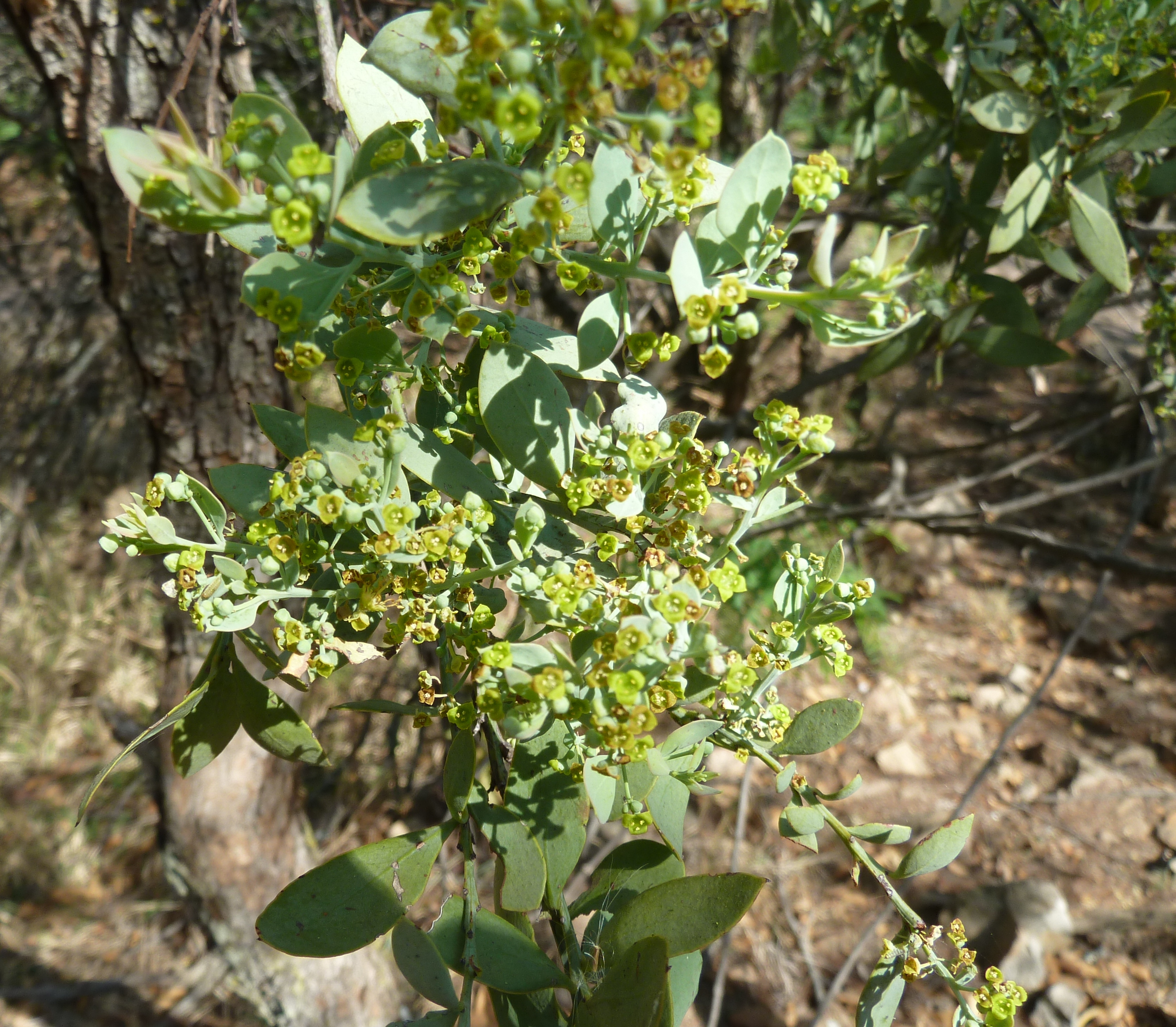
Vista de la planta

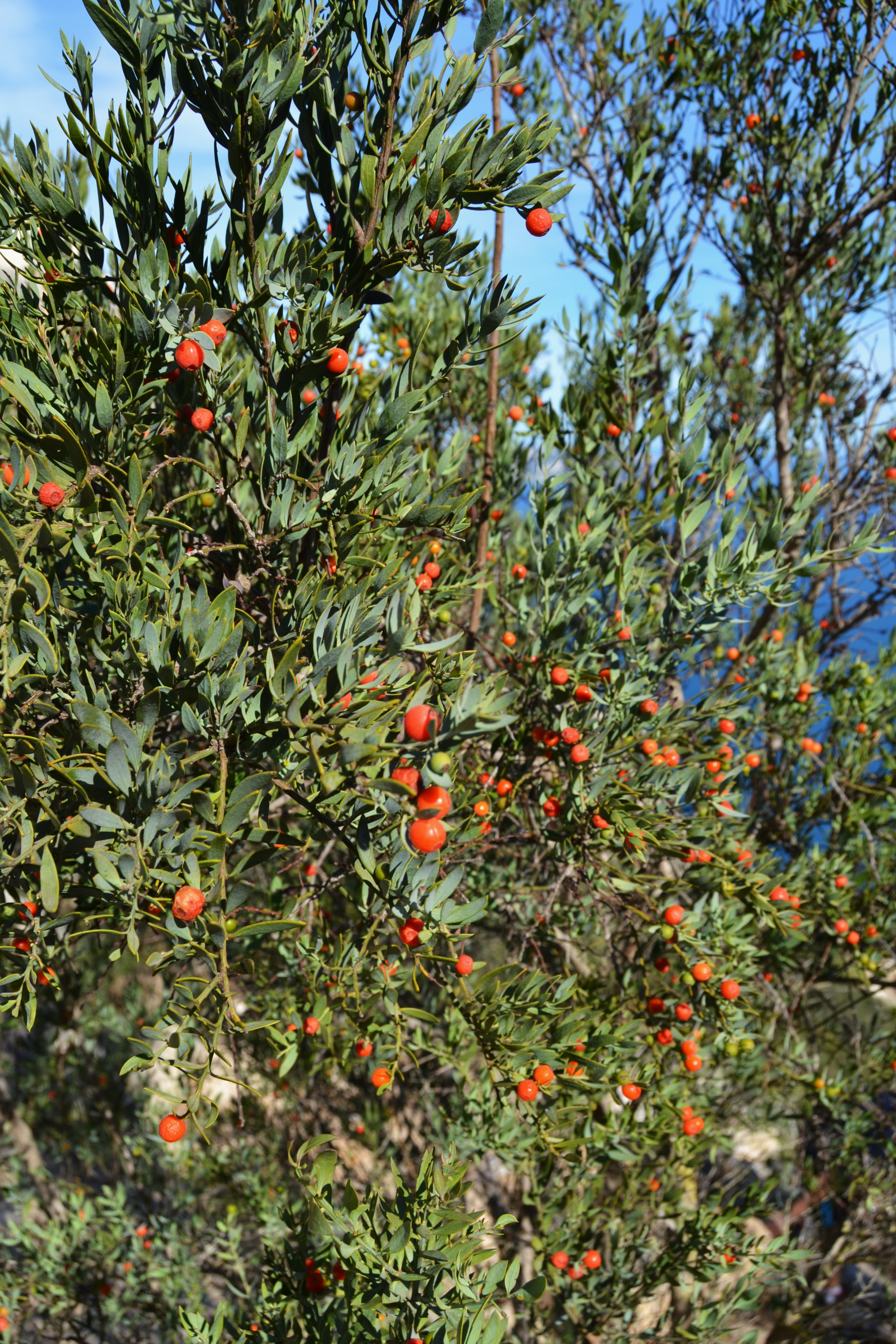
Vista de la planta

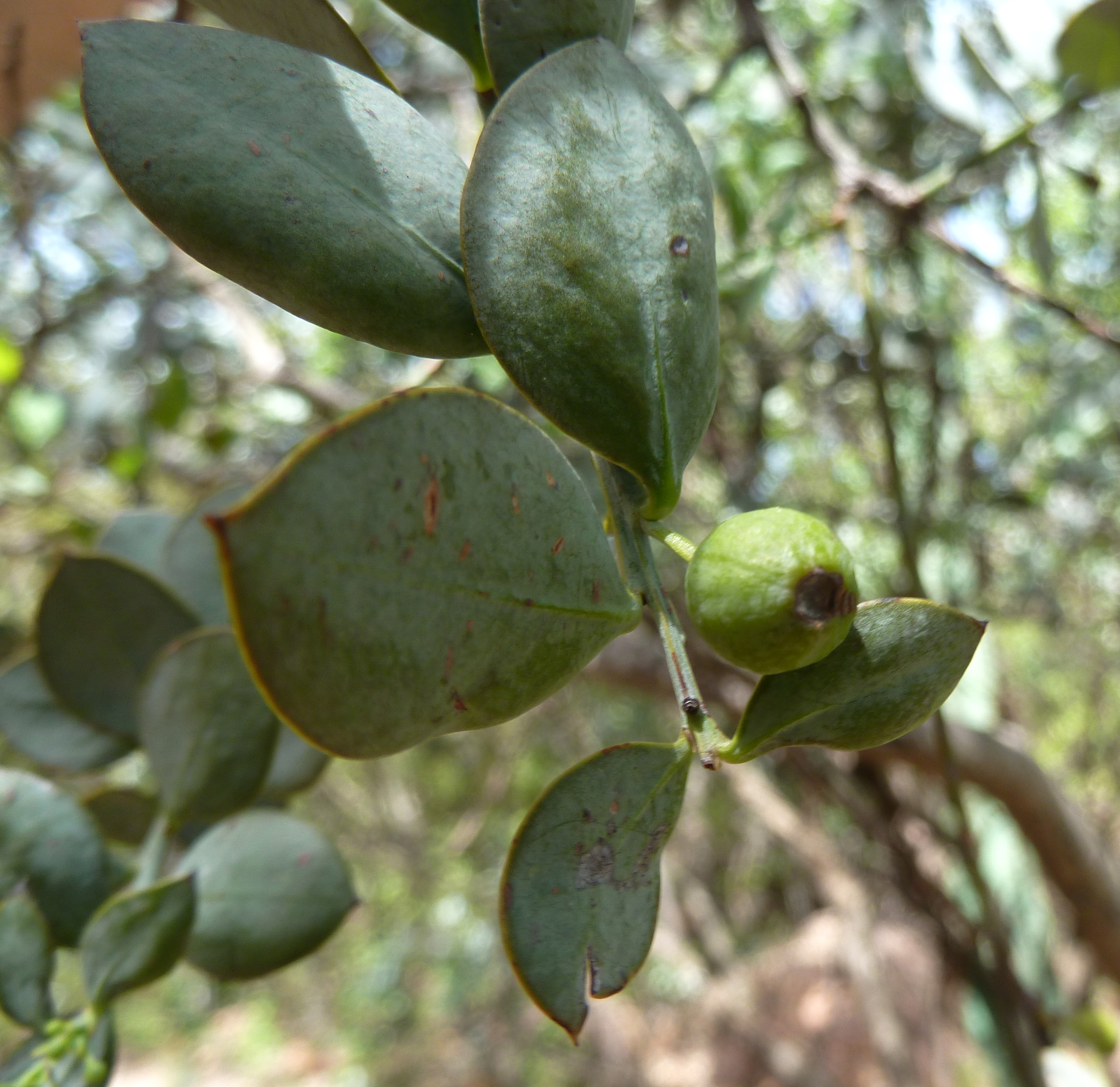
Hojas

## Descripción
Es un arbusto dioico de hasta 240 cm de altura, con numerosas ramas erectas. Hojas alternas, persistentes, muy coriáceas, de borde entero, lanceoladas, nerviación pinnada, sin pecíolo (sésiles), de hasta 2 cm de longitud.
Flores femeninas en el extremo de las cortas ramas laterales, con perianto en forma de cúpula abierta trímera, 3 estigmas cortos, ovarios ínferos. Flores masculinas agrupadas en racimos laterales, con forma de cúpula abierta, corola dividida en 3 o 4 lacinias. 3 estambres cortos con filamentos anchos.
El fruto de color rojo púrpura de 7-10 mm de diámetro con el resto de la corola de forma anular.

## Hábitat
En claros de bosques.

## Distribución
El Mediterráneo occidental, Alicante, al sur de la península ibérica y Baleares, Macaronesia y el norte y sur de África.

## Taxonomía
Osyris lanceolata fue descrita por Hochst. & Steud. y publicado en Unio Itineraria Schimper s.n, en el año 1832.
Citología
Número de cromosomas de Osyris lanceolata (Fam. Santalaceae) y táxones infraespecíficos: 
Osyris quadripartita Salzm.: 2n=40
Sinonimia
| - Osyris abyssinica Hochst. ex A. Rich. - Osyris arborea Wall. ex A. DC. - Osyris arborea var. rotundifolia P.C. Tam - Osyris arborea var. stipitata Lecomte - Osyris densifolia PETER - Osyris laeta PETER - Osyris oblanceolata PETER - Osyris parvifolia Baker | - Osyris quadripartita Salzm. ex Decne. - Osyris rigidissima Engl. - Osyris tenuifolia Engl. - Osyris urundiensis De Wild. - Osyris wightiana Wall. ex Wight - Osyris wightiana var. rotundifolia (P.C. Tam) P.C. Tam - Osyris wightiana var. stipitata (Lecomte) P.C. Tam |

Nombres comunes
- Castellano: bayón, ullastre.[5]